# Landslaboratorium Aruba

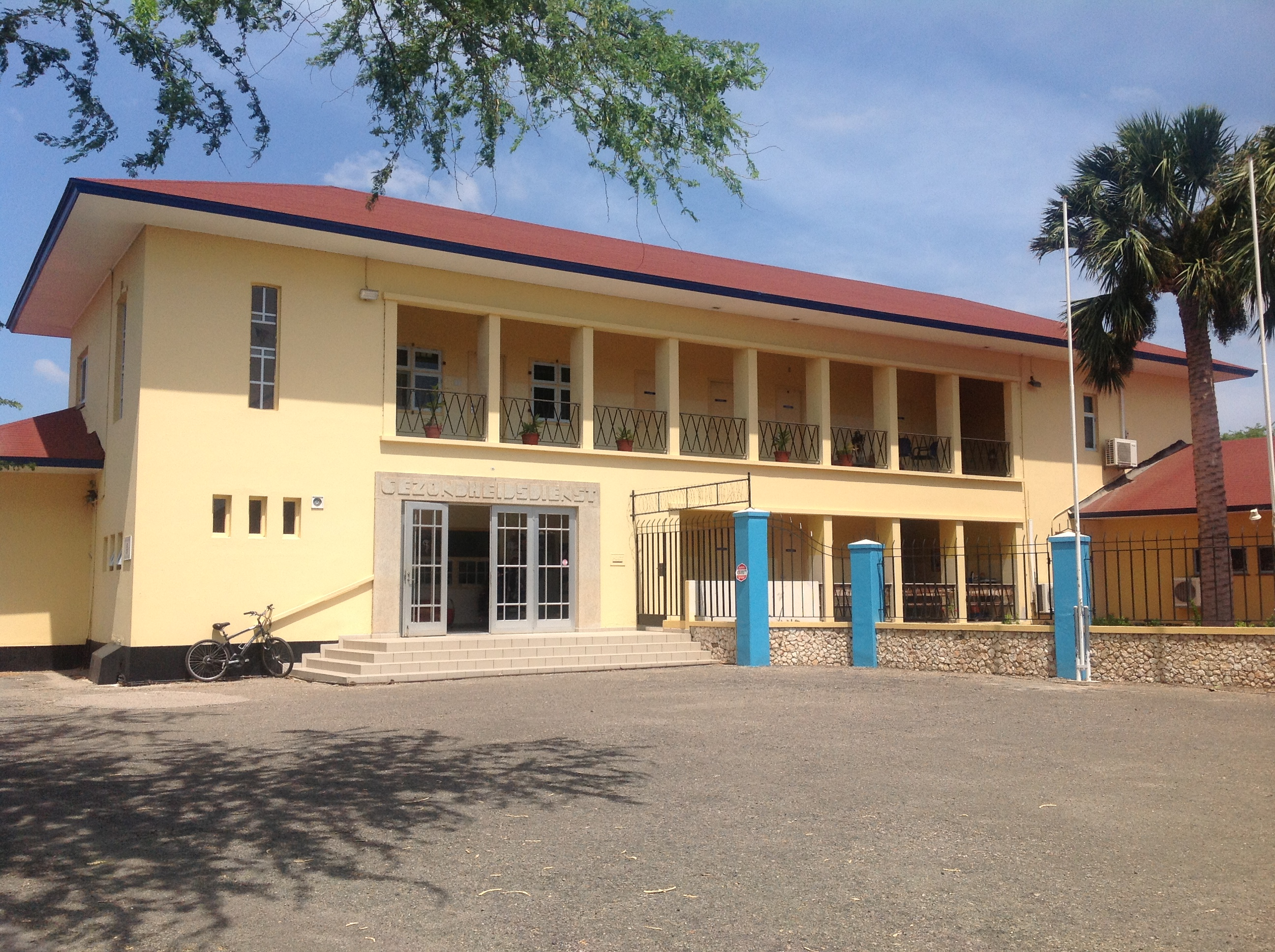
Landslaboratorium Aruba

Koordinaten: 12° 31′ 12,5″ N, 70° 1′ 48,7″ W
Das Landslaboratorium Aruba ist das Labor des öffentlichen  Gesundheitswesen (kurz: PHL für Public Health Laboratory) auf der Insel Aruba mit Hauptsitz in der Hauptstadt Oranjestad.
Das öffentliche Gesundheitslabor trägt zur präventiven und kurativen Gesundheitsversorgung der Bevölkerung bei und ist nach ISO 15189 (medizinische Labors) zertifiziert. Die Norm schließt Medizintechniker, klinische Biologen und Pathologen mit ein.

## Dienstleistungen
Die PHL arbeitet nach den niederländischen CCKL-Laborrichtlinien und besteht aus drei Hauptabteilungen:
- Abteilung für klinische Chemie und Hämatologie
- Abteilung für Mikrobiologie und Infektionsserologie
- Abteilung für Pathologie

Die Mikrobiologie- und Infektionsserologie-Abteilungen befinden sich im denkmalgeschützten Gebäude am Hauptsitz. Die Abteilung für Klinische Chemie und Hämatologie und Teile der Pathologie befinden sich im Dr. Horacio E. Oduber Hospitaal und unterhalten einen 24-Stunden-Service für ambulante Patienten, für das Krankenhaus und weitere ambulante Dienste.

## Zweigstellen
In der zweitgrößten Stadt Arubas, in San Nicolas, befindet sich eine Zweigstelle des Landslaboratoriums Abteilung für klinische Chemie und Hämatologie. Dort werden auch im ambulanten Dienst Blutentnahmen durchgeführt, gesammelt und danach ins Hauptlabor nach Oranjestad zur Untersuchung überstellt.
Eine weitere Zweigstelle befindet sich in Santa Cruz, die jedoch nur Blutentnahmen durchführt.